# (19162) Wambsganss
(19162) Wambsganss ist ein Asteroid des Hauptgürtels, der am 10. Oktober 1990 von den deutschen Astronomen Freimut Börngen und Lutz D. Schmadel an der Thüringer Landessternwarte Tautenburg (IAU-Code 033) entdeckt wurde.
Der Asteroid wurde nach dem deutschen Astronomen und Direktor des Astronomischen Rechen-Instituts in Heidelberg, Joachim Wambsganß (* 1961) benannt.